# Mike Nickeas
Michael James Nickeas (né le 13 février 1983 à Vancouver, Colombie-Britannique, Canada) est un ancien receveur de la Ligue majeure de baseball.

## Carrière

### Mets de New York
Mike Nickeas est drafté au cinquième tour de sélection par les Rangers du Texas en juin 2004. Il commence sa carrière en ligues mineures dans l'organisation des Rangers avant de passer, le 30 août 2006,  chez Mets de New York en retour du voltigeur Víctor Díaz (en).

#### Saison 2010
Nickeas est promu en Ligue majeure en 2010 et joue son premier match avec les Mets le 4 septembre. Il dispute 5 parties avec New York en fin d'année et réussit son premier coup sûr dans les majeures le 29 septembre contre un lanceur des Brewers de Milwaukee, Yovani Gallardo.

#### Saison 2011
Nickeas se taille un poste chez les Mets avec le camp d'entraînement du printemps 2011 et amorce la saison avec l'équipe. Il prend cependant le chemin des ligues mineures fin avril pour ne revenir qu'en août. Il frappe le premier coup de circuit de sa carrière le 21 avril contre J. A. Happ des Astros de Houston. Il termine la saison avec un circuit et 6 points produits en 21 parties pour New York.

#### Saison 2012
En 2012, Nickeas joue 47 parties des Mets comme receveur substitut à Josh Thole. Il réussit 19 coups sûrs, un circuit et obtient 13 points produits.

### Blue Jays de Toronto
Accompagné du lanceur étoile R. A. Dickey et du receveur Josh Thole, Mike Nickeas passe aux Blue Jays de Toronto le 17 décembre 2012 dans une transaction qui envoie aux Mets les receveurs John Buck et Travis d'Arnaud, le lanceur Noah Syndergaard et le voltigeur Wuilmer Becerra. Il ne joue qu'un match pour Toronto en septembre 2013, son dernier dans les majeures.

## Statistiques
| Saison | Équipe  | G | AB | R | H | 2B | 3B | HR | RBI | SB | BA   |
| ------ | ------- | - | -- | - | - | -- | -- | -- | --- | -- | ---- |
| 2010   | NY Mets | 5 | 10 | 0 | 2 | 0  | 0  | 0  | 0   | 0  | .200 |
| Totaux | Totaux  | 5 | 10 | 0 | 2 | 0  | 0  | 0  | 0   | 0  | .200 |

Note : G = Matches joués ; AB = Passages au bâton; R = Points ; H = Coups sûrs ; 2B = Doubles ; 3B = Triples ; 
HR = Coup de circuit ; RBI = Points produits ; SB = Buts volés ; BA = Moyenne au bâton.